# PM Mors M1939

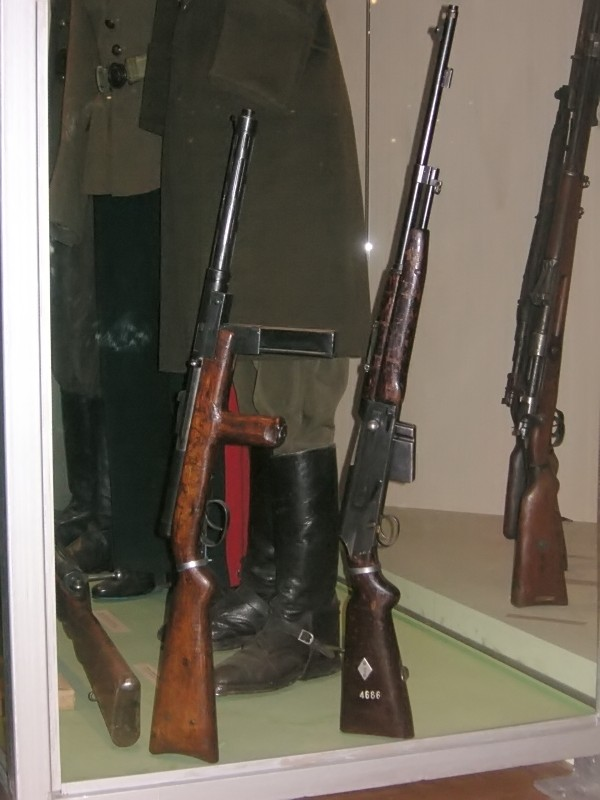
Le Mors WZ 38 M au premier plan.

Le pistolet-mitrailleur Mors Wz 1939 fut réglementaire dans l'armée polonaise durant la Seconde Guerre mondiale. Ses créateurs sont ceux du pistolet Radom Vis 35. Prenant comme modèle le MP28 allemand, il est construit en petit nombre. Sa crosse, sa poignée antérieure et son fût sont en bois. Le reste est en acier usiné. Le chargeur est rectiligne et introduit verticalement par le dessous.

## Spécifications techniques
- Fonctionnement : tir	automatique, culasse non calée
- Munition : 9 mm Parabellum
- Cadence de tir théorique :	500-550 coups par minute
- Capacité du chargeur :	25 cartouches
- Masse de l'arme vide :	4,25 kg
- Longueur totale : 	979 mm
- Longueur du canon :	300 mm